# Wollondilly River
Der Wollondilly River ist ein Fluss im australischen Bundesstaat New South Wales.
Er war ursprünglich ein Nebenfluss des Coxs River, wo dieser zum Warragamba River wird. Heute endet er im Lake Burragorang, der 1960 durch das Anstauen des Warragamba River entstanden ist und als größter Stausee im Raum Sydney die Wasserversorgung der Stadt sicherstellt.

## Verlauf
Der Wollondilly River entspringt etwa sieben Kilometer östlich von ‘’Crookwell’’ und fließt zunächst nach Süden bis in die Nähe von Pomeroy. Dort wendet er seinen Lauf nach Südosten und dann nach Osten bis nach Goulburn, wo er den Mulwaree River aufnimmt. Bei Towrang setzt er seinen Lauf nach Nordosten fort und nimmt bei Bullio den Wingecarribee River auf. Von dort aus fließt der Fluss nach Norden durch Barralier, wo er eine Schleife nach Westen beschreibt, in den Blue-Mountains-Nationalpark. Kurz vor seiner Mündung in den Lake Burragorang mündet noch der Jooriland River ein. Seine Gesamtlänge beträgt 269 Kilometer.
Die Local Government Area Wollondilly Shire wurde nach dem Fluss benannt.